# Weimar
Weimar – miasto na prawach powiatu w Niemczech, w kraju związkowym Turyngia, jedno z europejskich centrów kulturalnych.

## Historia

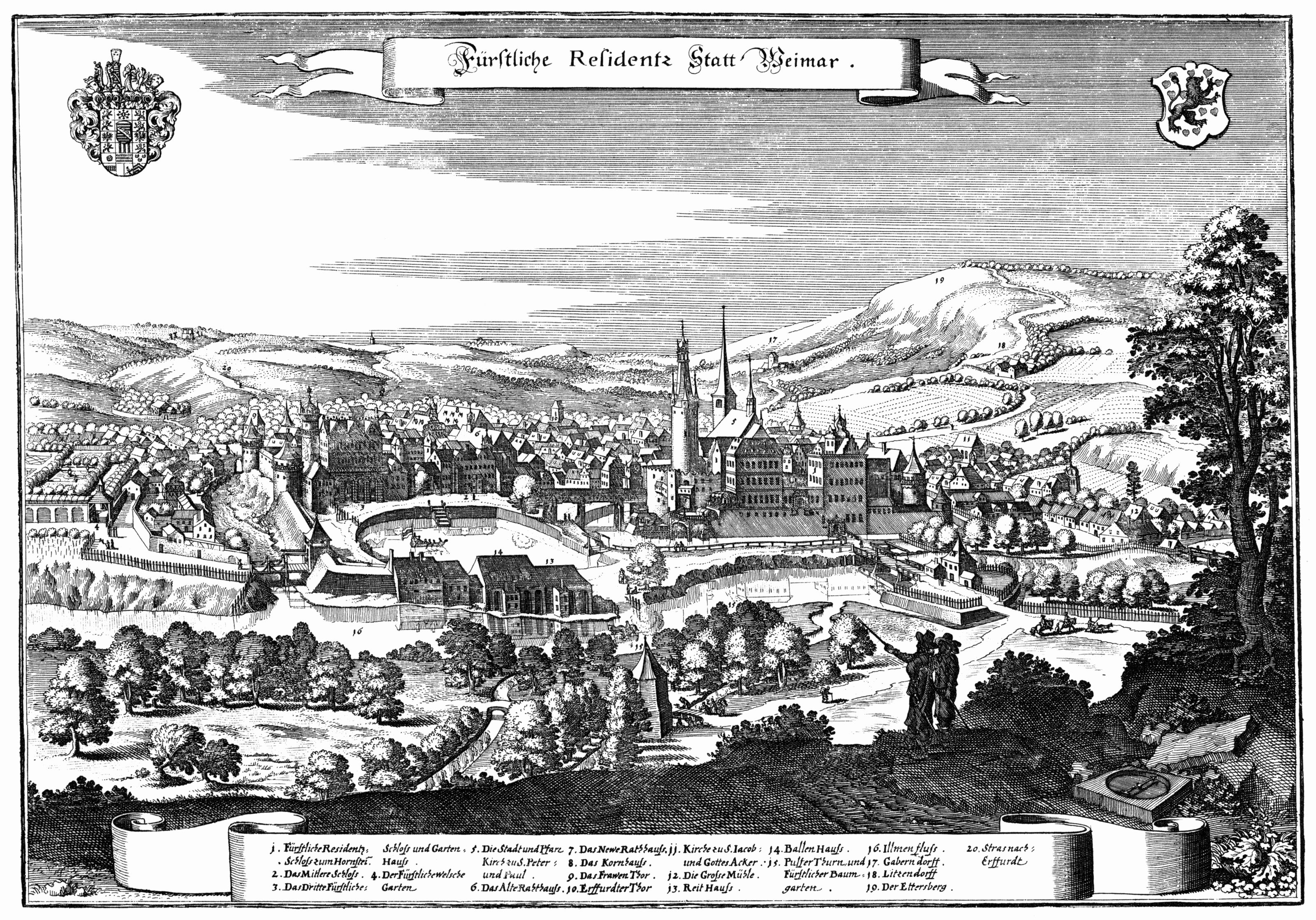
Weimar w XVII wieku

Najstarsze wzmianki o Weimarze pochodzą z 899 r. W XIV wieku miasto znalazło się w posiadaniu Wettynów.
Na mocy postanowień traktatu lipskiego w 1485 r. Weimar znalazł się w granicach Elektoratu Saksonii ernestyńskiej linii Wettynów. W latach 1572–1809 stolica Księstwa Saksonii-Weimar, a następnie do 1918 r. stolica Księstwa Saksonii-Weimar-Eisenach. Od 1871 r. część zjednoczonych Niemiec. W 1899 r. uruchomiono przewozy tramwajowe, zlikwidowane w 1937 r. W latach 1919–1945 stolica kraju związkowego Turyngia.
Od nazwy miasta pochodzi nazwa okresu w niemieckiej historii, Republika Weimarska (1919−1933), gdyż konstytucja niemiecka została zredagowana właśnie w Weimarze – ówczesna stolica (Berlin) była w 1918 r. ogarnięta zamieszkami rewolucyjnymi i uznano, że nie jest bezpiecznym miejscem dla obrad Zgromadzenia Narodowego.
W czasie II wojny światowej w pobliżu znajdował się obóz koncentracyjny Buchenwald. Na początku 1945 r. miasto zostało w znacznym stopniu zniszczone wskutek bombardowań.
W 1945 roku miasto znalazło się w radzieckiej strefie okupacyjnej Niemiec, a w 1949 r. zostało częścią NRD. W Weimarze miała siedzibę radziecka 8 Gwardyjska Armia. Od 1990 r. w granicach Republiki Federalnej Niemiec.
W roku 1991 zapoczątkował tutaj swoją działalność Trójkąt Weimarski.

## Demografia
| Rok  | Ogółem | Mężczyźni | Kobiety |
| ---- | ------ | --------- | ------- |
| 2000 | 62 425 | 29 992    | 32 433  |
| 2010 | 65 479 | 31 598    | 33 881  |
| 2020 | 65 098 | 31 439    | 33 659  |

Źródło:

## Kultura i nauka
Miasto było jednym z centrów niemieckiego oświecenia, mieszkali w nim czołowi przedstawiciele epoki literackiej zwanej klasyką weimarską: Johann Wolfgang von Goethe i Friedrich Schiller. W XIX wieku sławni kompozytorzy, tacy jak Franz Liszt, uczynili z Weimaru ośrodek życia muzycznego, a potem malarze i architekci, Henry van de Velde, Wassily Kandinsky, Paul Klee, Lyonel Feininger i Walter Gropius, przenieśli się tam i założyli ruch artystyczny Bauhaus, najważniejszą szkołę projektowania budynków w międzywojennych Niemczech. Wskutek turbulencji politycznych Bauhaus został w 1925 roku przeniesiony do Dessau. W Weimarze istnieje Muzeum Bauhausu, które w kwietniu 2019 przeniosło się do nowego budynku.
UNESCO wybrało Weimar na kulturalną stolicę Europy na rok 1999.
2 września 2004 w Weimarze miał miejsce tragiczny w skutkach pożar w Bibliotece Księżnej Anny Amalii znajdującej się na Liście światowego dziedzictwa UNESCO. Biblioteka zawiera liczący ok. miliona pozycji zbiór książek, w tym kolekcję dzieł klasyków (m.in. Goethego), oraz kolekcję muzyczną księżnej i biblię Lutra z 1534 r. Spaleniu uległo 40–50 tys. tomów, straty materialne oszacowano na wiele milionów dolarów, straty dla kultury Niemiec i Europy są niewymierne.
W mieście znajdują się dwie uczelnie: Bauhaus-Universität Weimar oraz uczelnia muzyczna Hochschule für Musik Franz Liszt Weimar. Znajduje się tutaj również archiwum Goethego i Schillera (Goethe- und Schiller-Archiv).
W 2024 otwarto Muzeum Pracy Przymusowej w Czasach Narodowego Socjalizmu.

## Gospodarka
W mieście rozwinął się przemysł maszynowy, elektrotechniczny, metalowy, precyzyjny, poligraficzny, zabawkarski oraz meblarski.

## Transport
W Weimarze znajduje się dworzec kolejowy o randze ICE, dzięki czemu miasto ma bezpośrednie połączenia kolejowe pociągami dużych prędkości z innymi miastami.

## Polacy w Weimarze

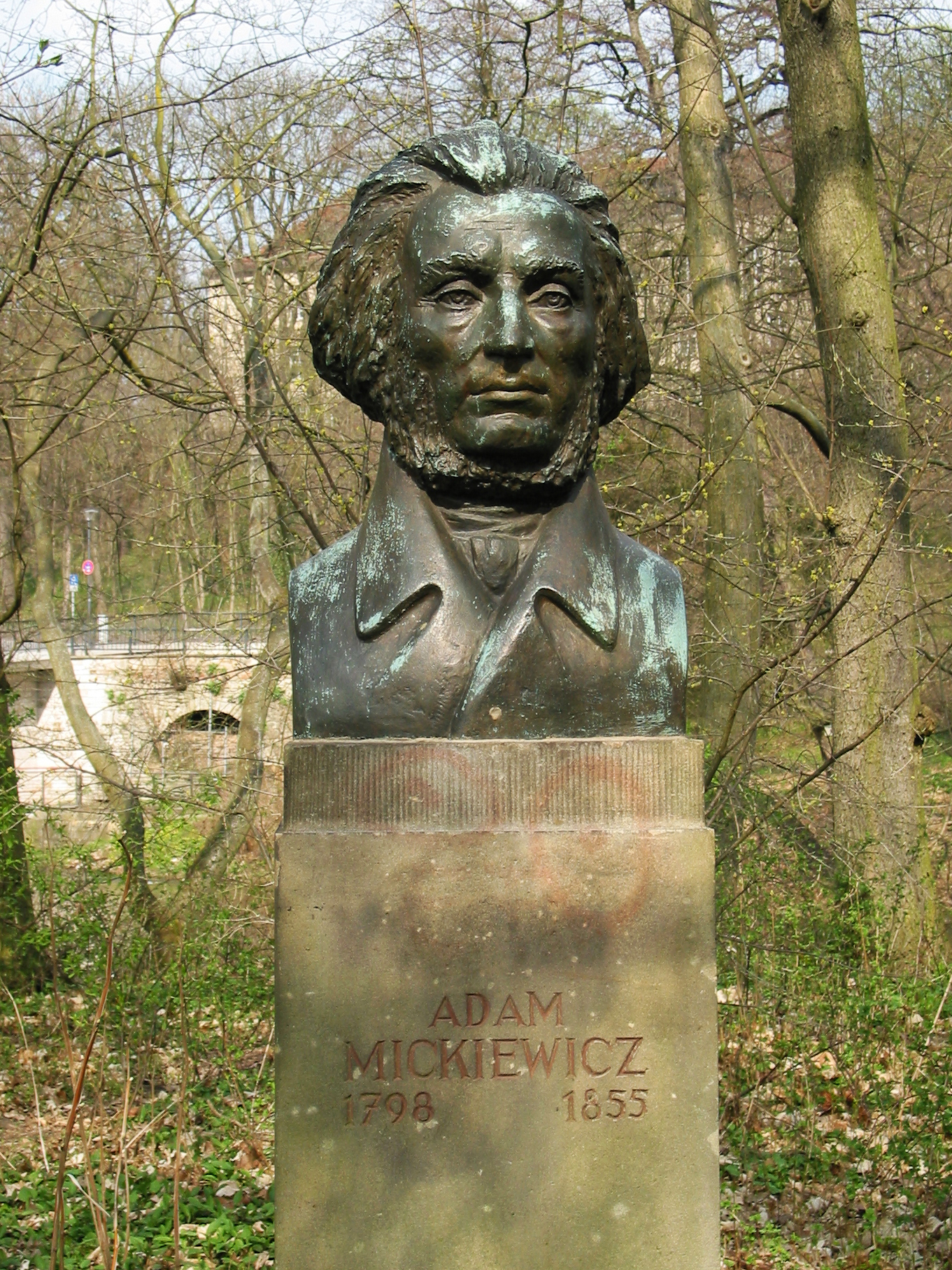
Pomnik Adama Mickiewicza

W Weimarze studiowali m.in. lekarz i astronom Nataniel Mateusz Wolf, agronom Włodzimierz Adolf Wolniewicz i reżyser teatralny Tadeusz Pawlikowski. Nauki u wybitnego węgierskiego kompozytora epoki romantyzmu Ferenca Liszta pobierali tu polscy pianiści Józef Wieniawski, Karol Tausig i Moriz Rosenthal.
W 1774 roku w Weimarze urodził się polski filolog klasyczny Friedrich Christian Ludwig Tripplin.
W 1820 r. w Weimarze ogłoszono drukiem niemiecki przekład raportu Józefa Bema z 1819 roku o jego doświadczeniach z rakietami bojowymi.
W 1829 r. w Weimarze doszło do spotkania poetów Adama Mickiewicza i Johanna Wolfganga von Goethego. Współcześnie w Parku nad rzeką Ilm stoi pomnik Adama Mickiewicza.

## Współpraca
Miejscowości partnerskie
- Francja: Blois
- Hesja: Fulda
- Finlandia: Hämeenlinna
- Włochy: Siena
- Nadrenia-Palatynat: Trewir
- Polska: Zamość, Kamienica

## Galeria

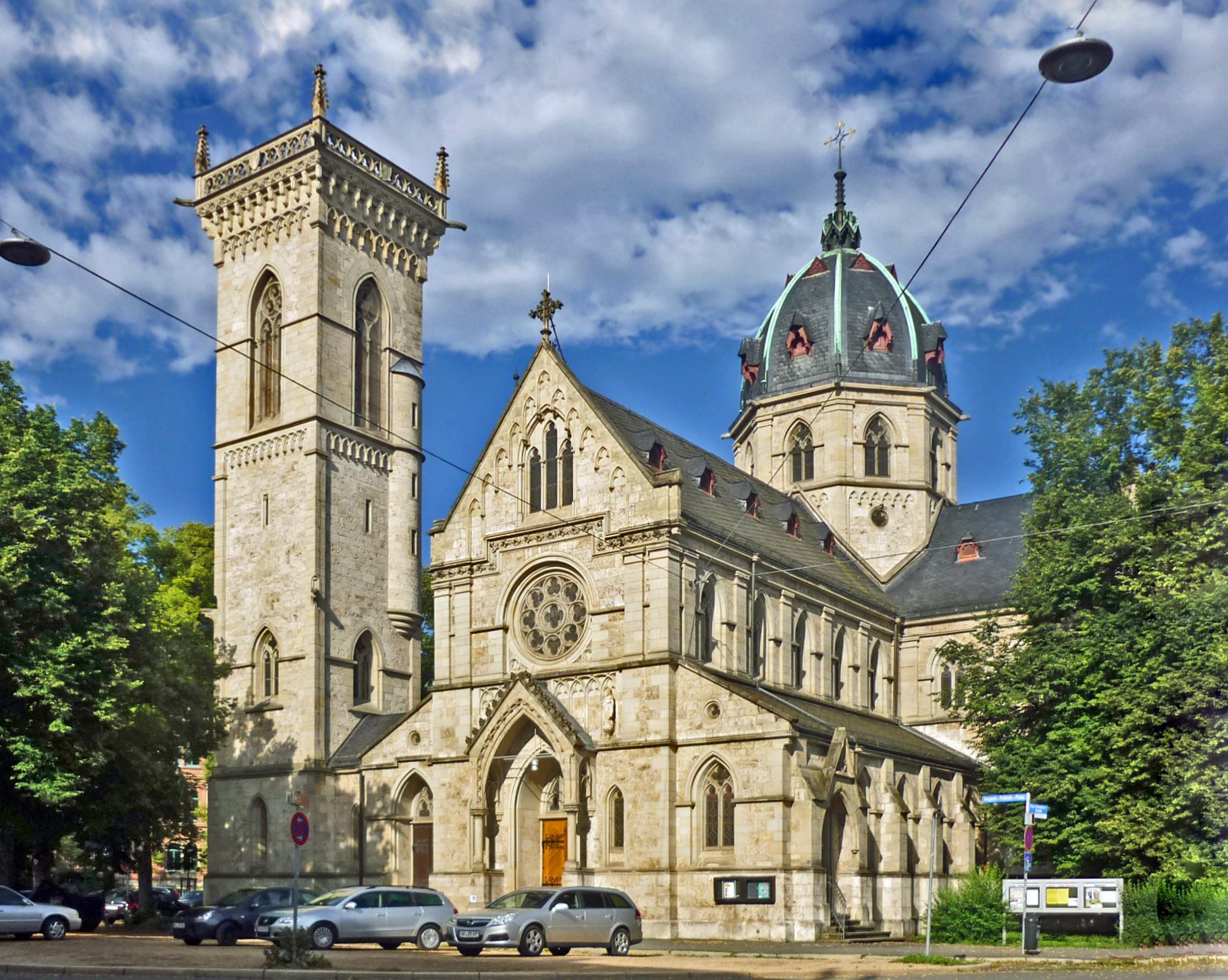
Kościół katolicki pw. Najświętszego Serca Jezusa
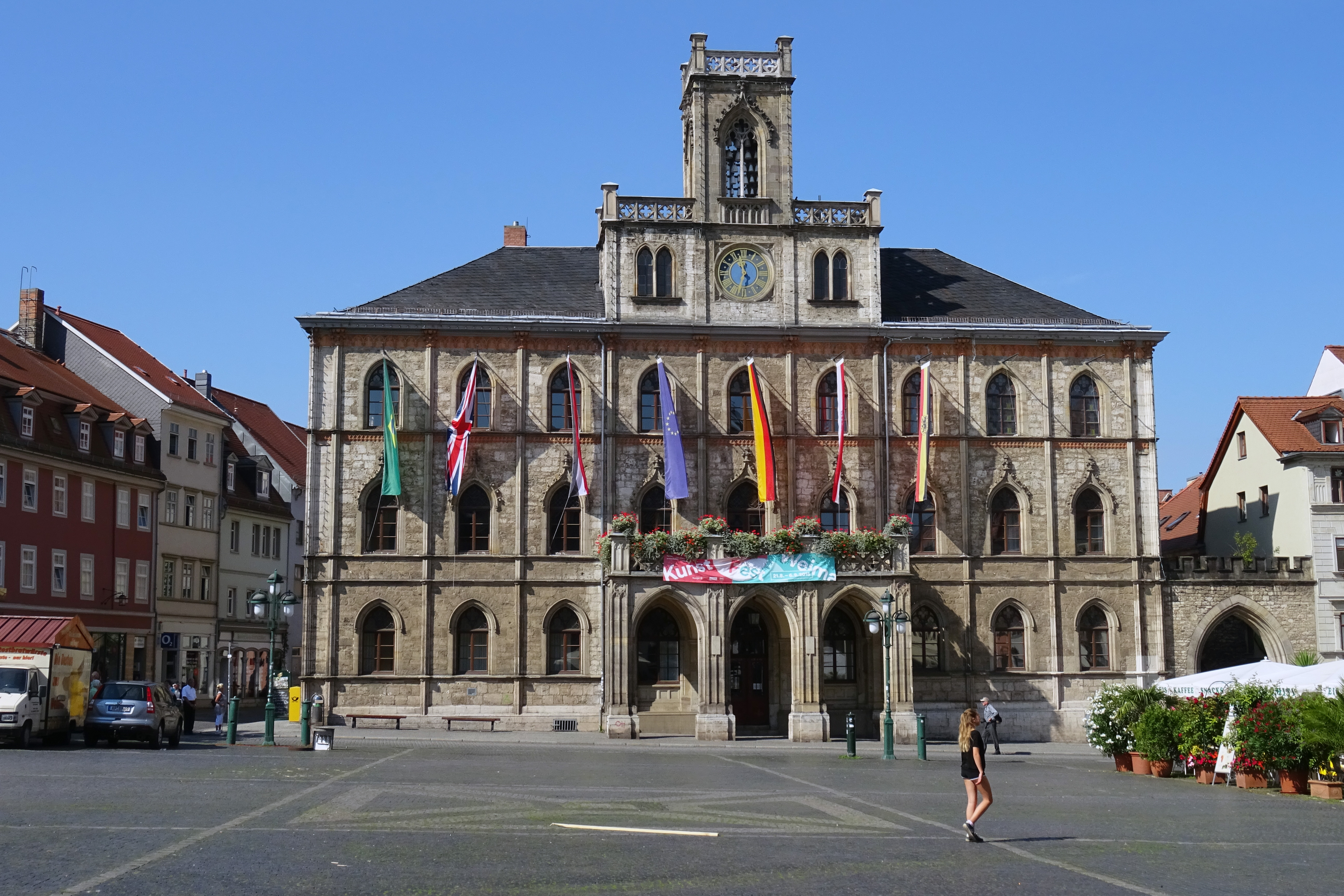
Ratusz
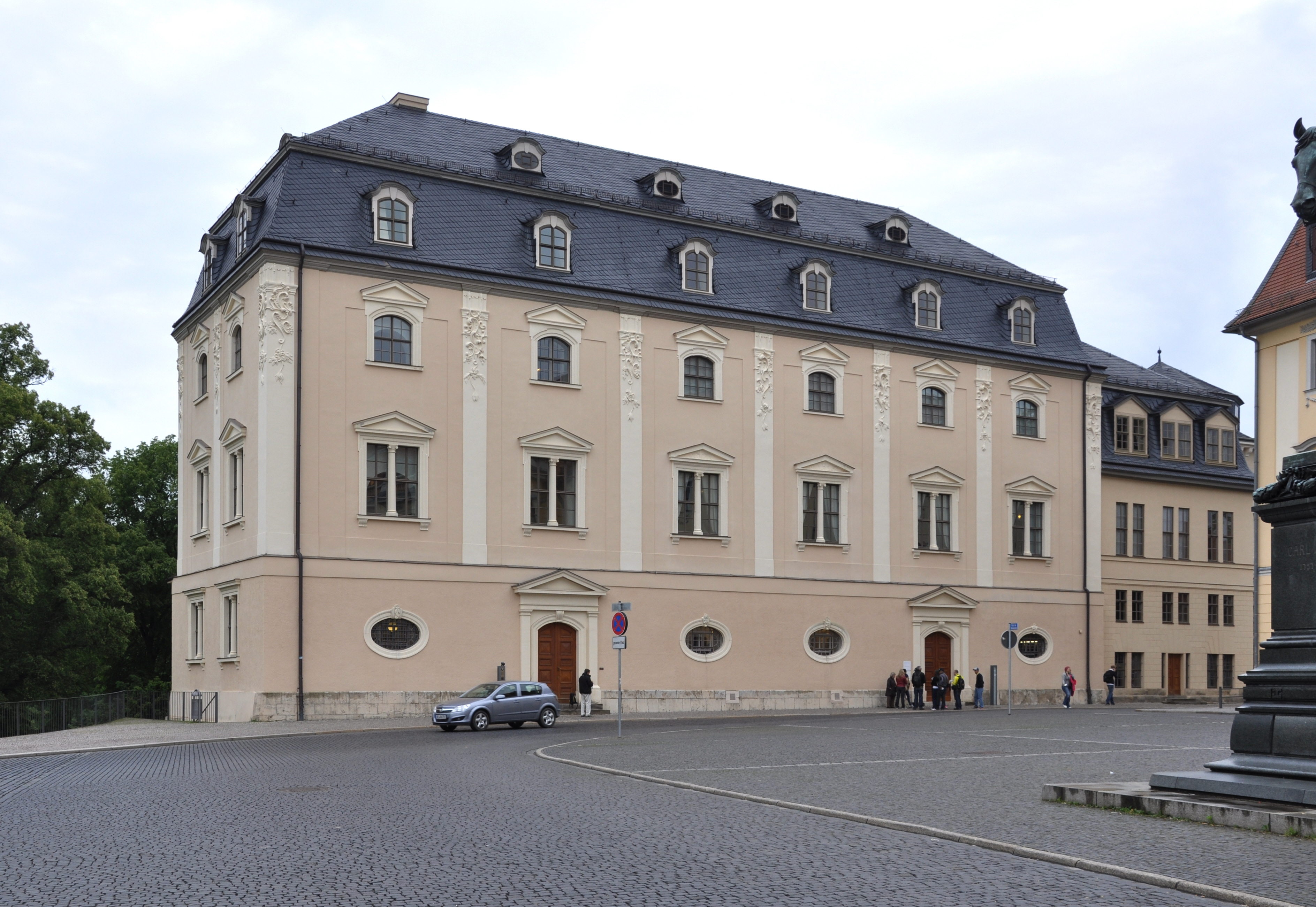
Zamek Zielony
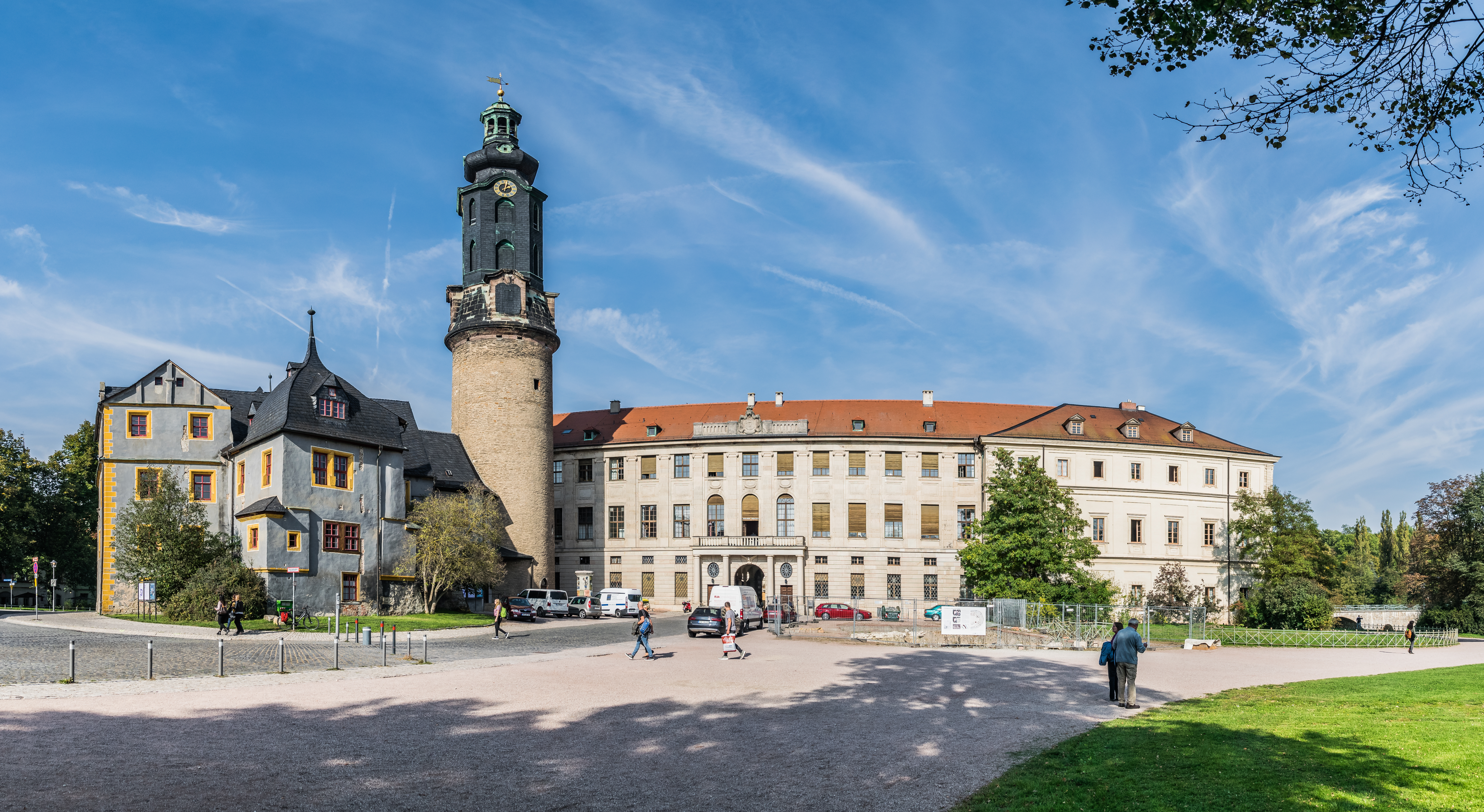
Pałac książąt Saksonii-Weimar i Saksonii-Weimar-Eisenach
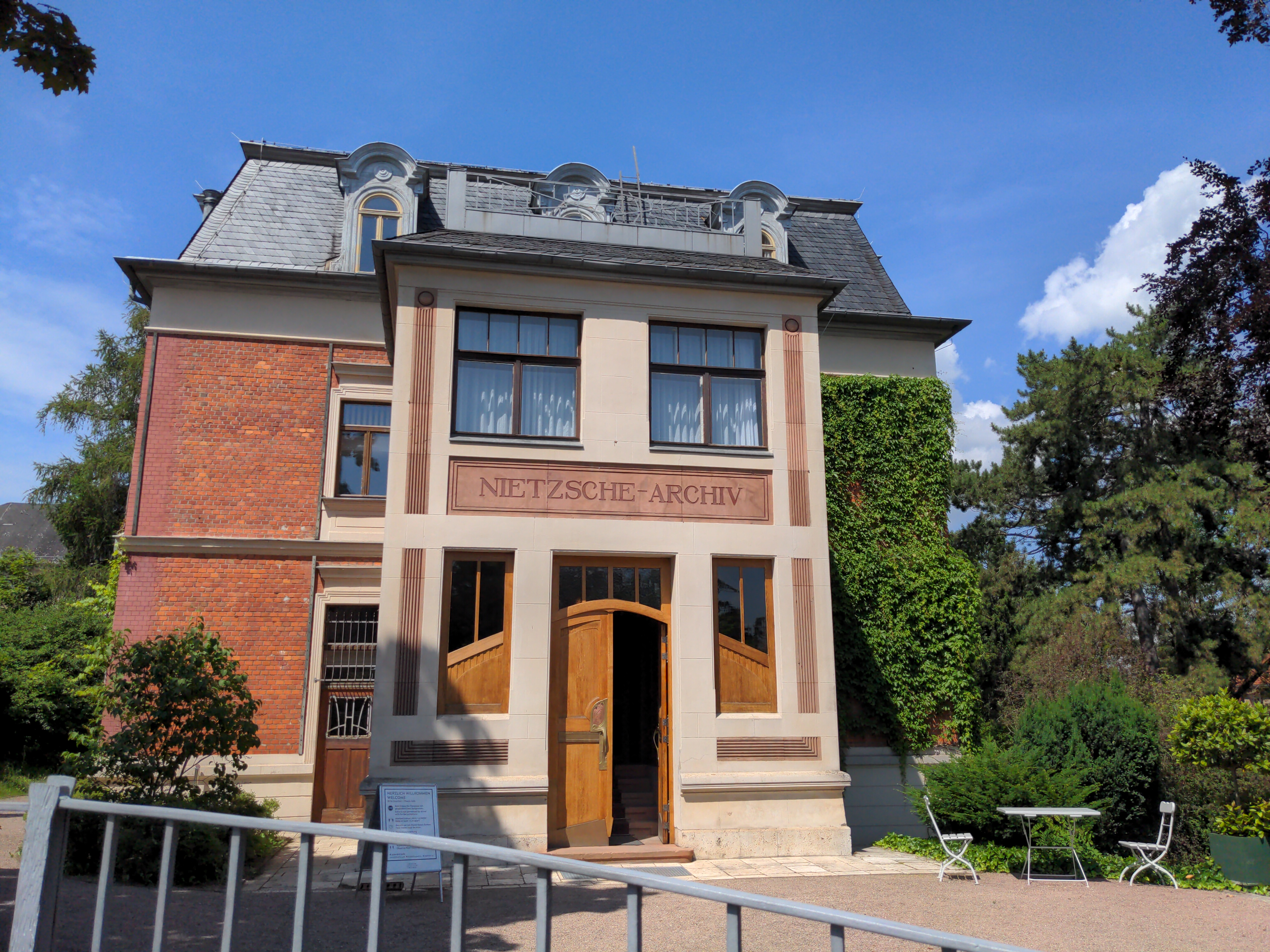
Archiwum Nietzschego
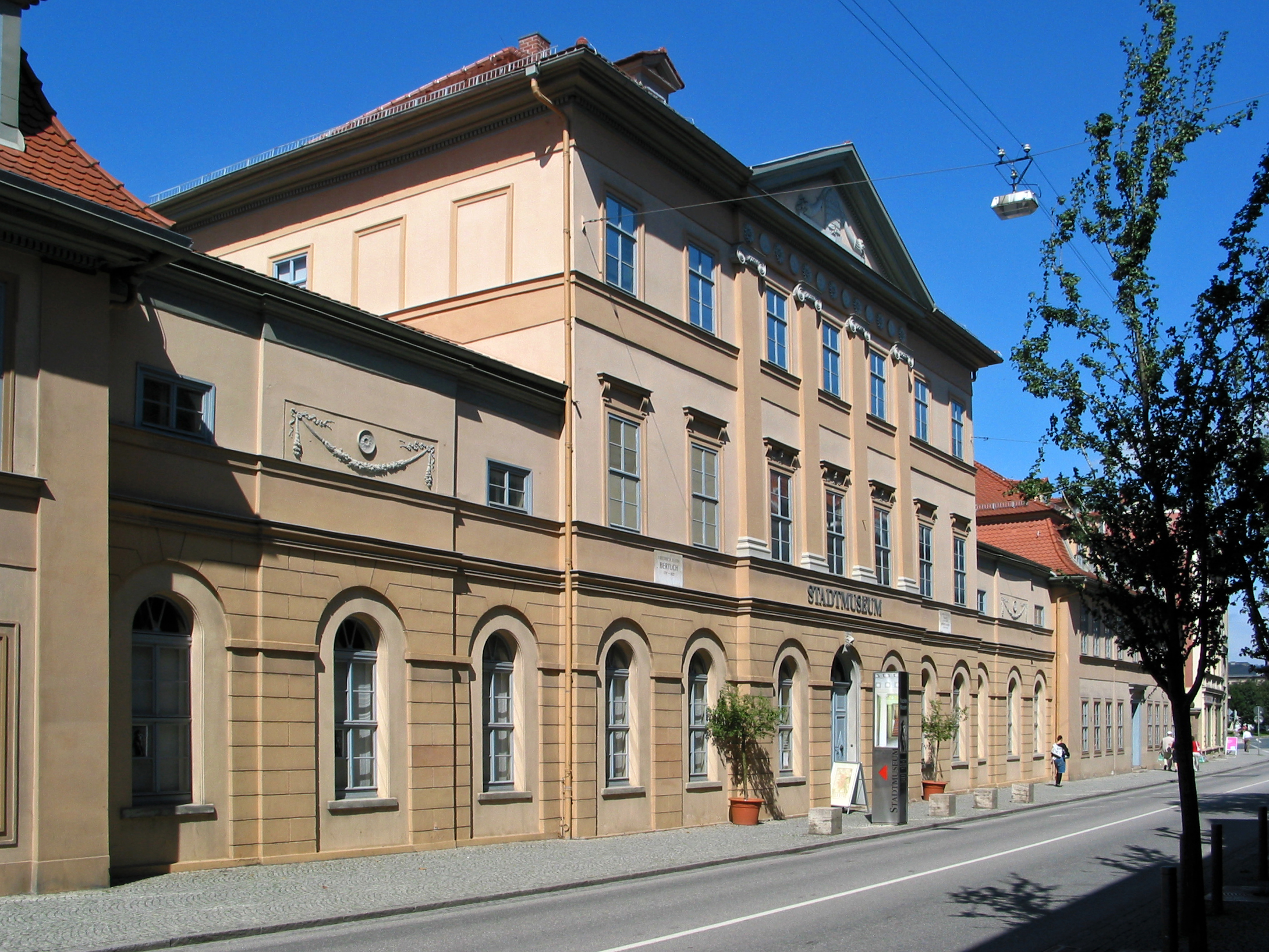
Muzeum Miejskie
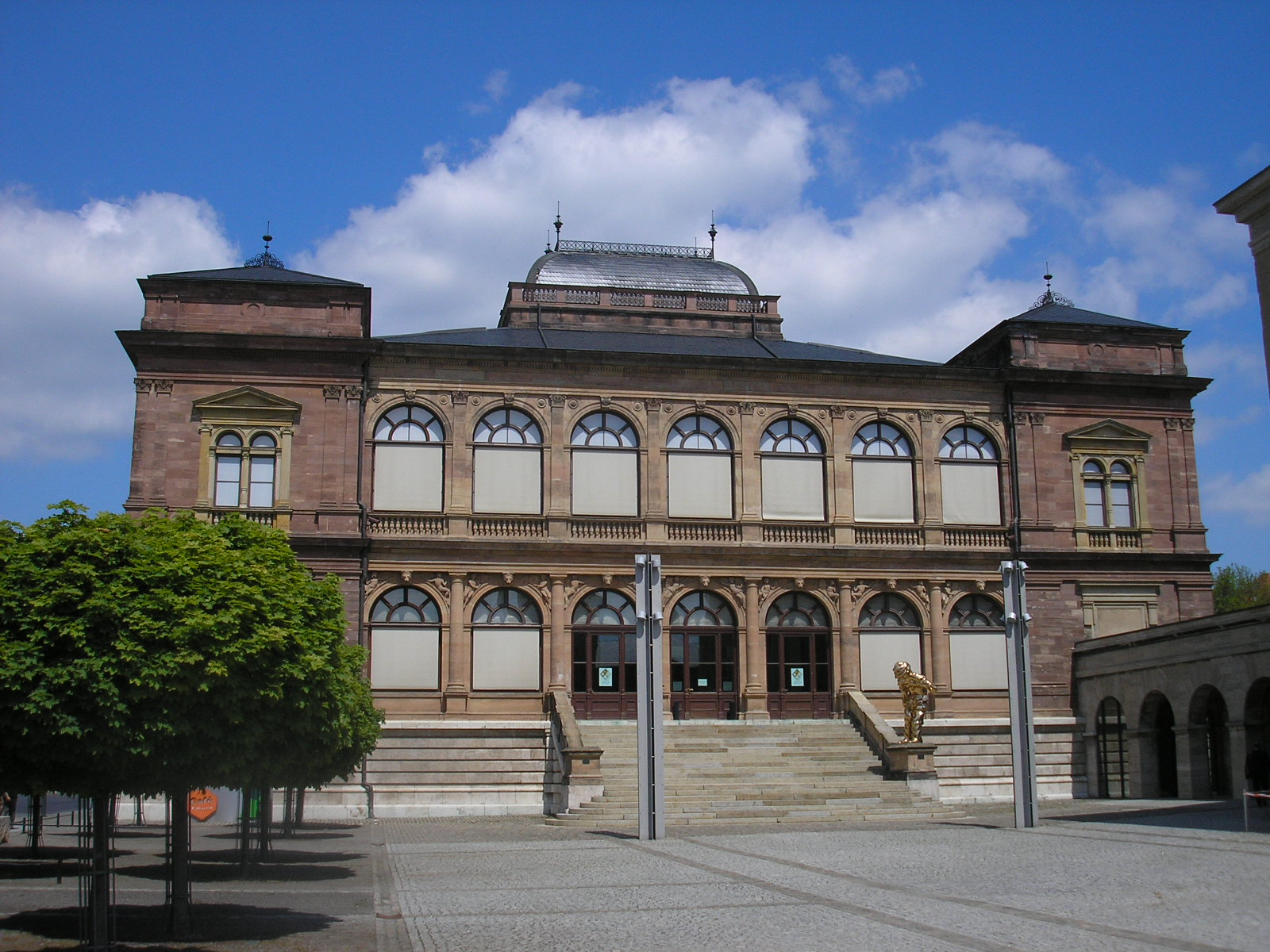
Nowe Muzeum
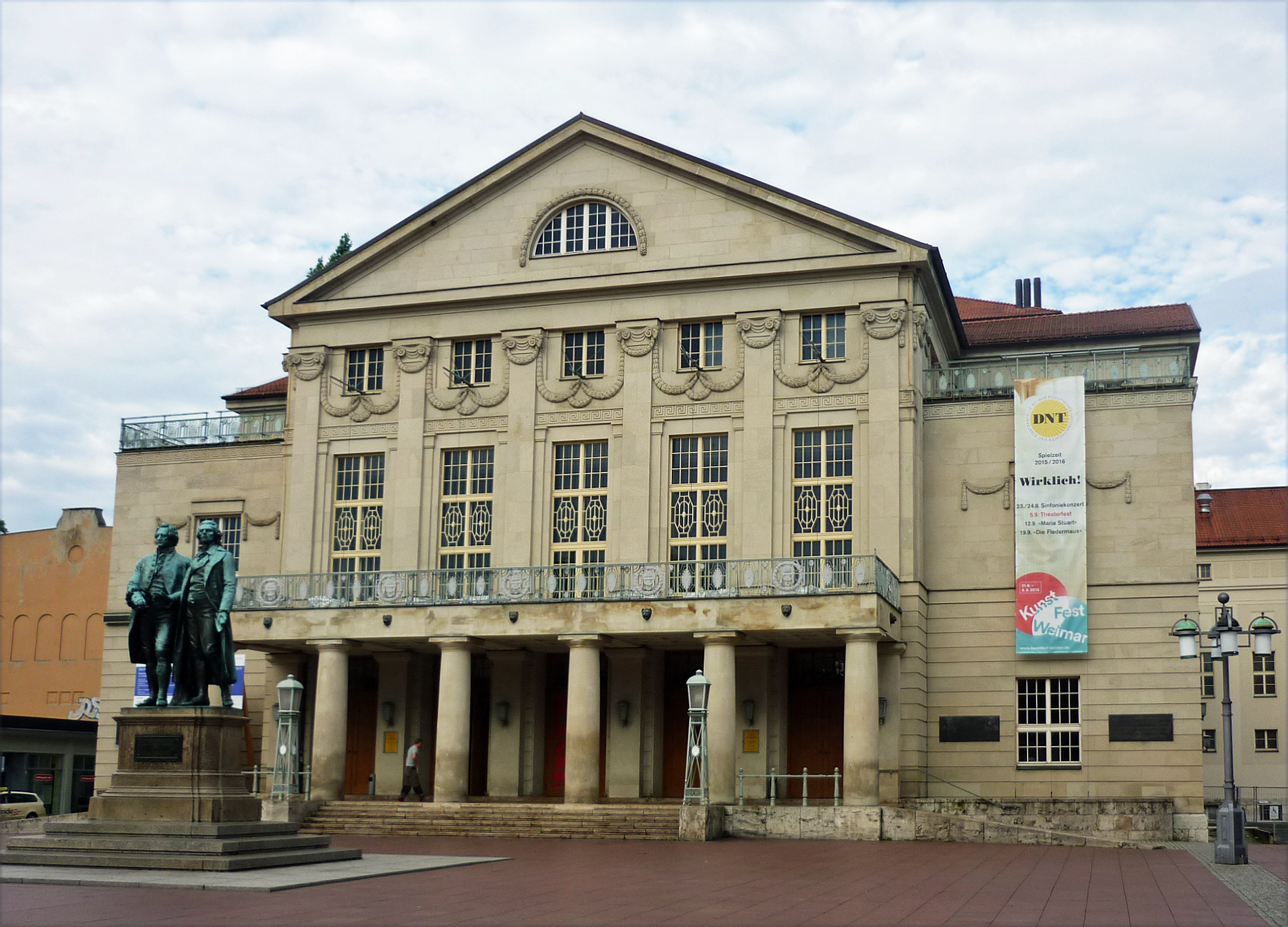
Teatr Narodowy
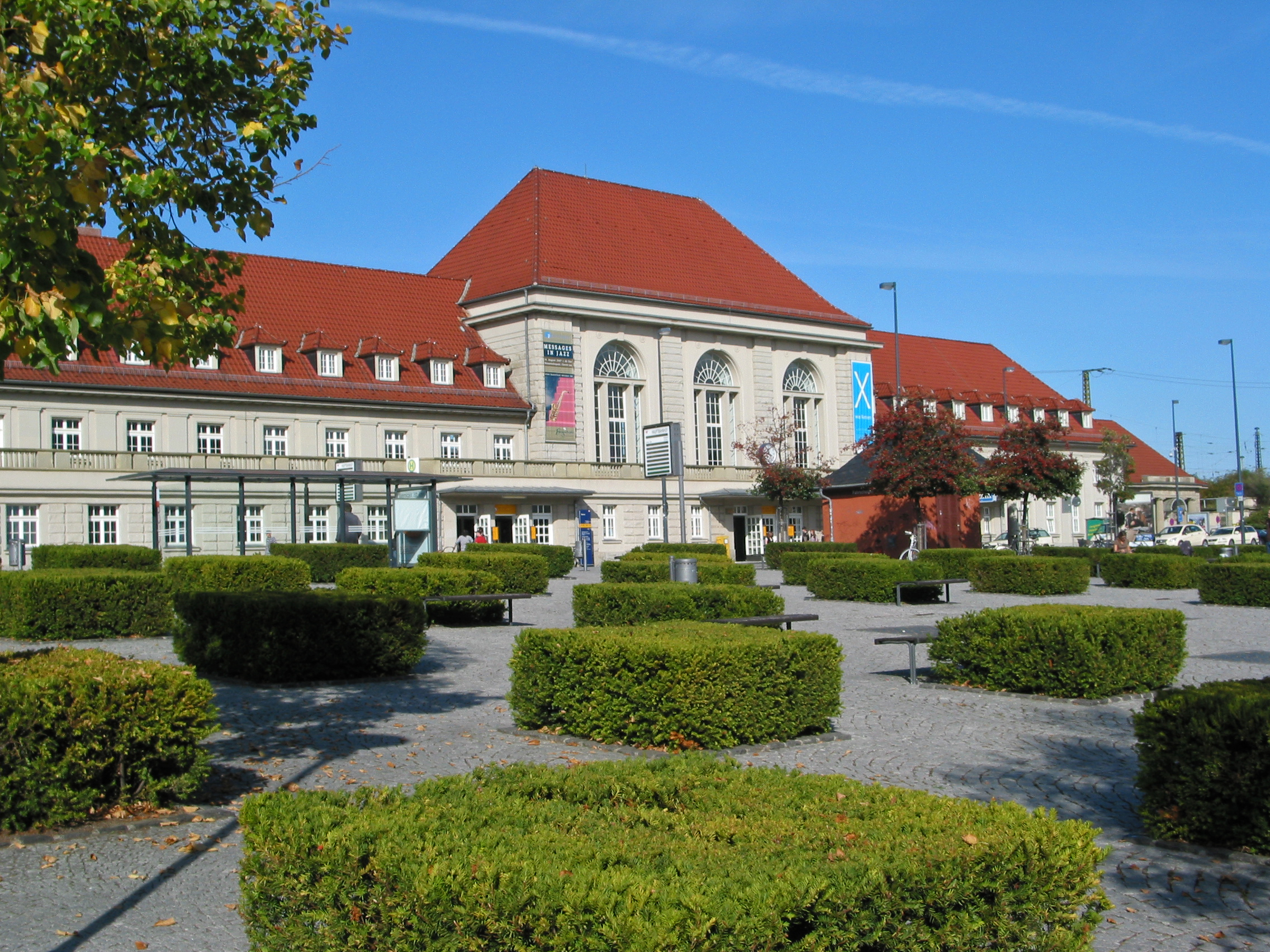
Dworzec kolejowy
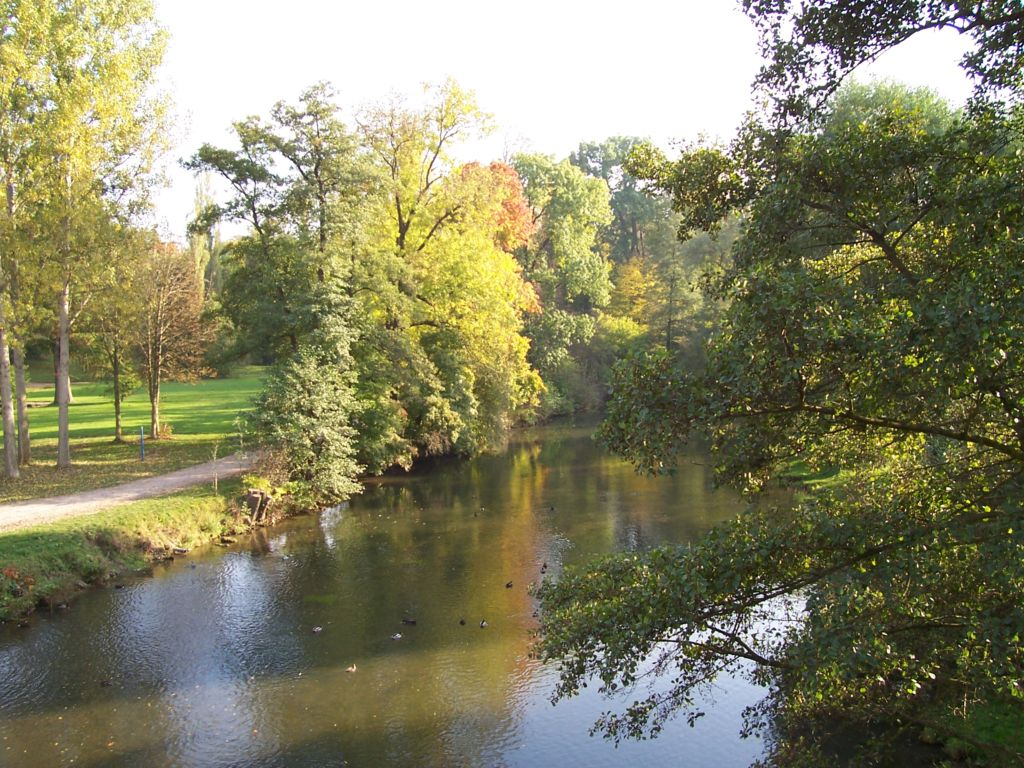
Park nad rzeką Ilm